# Ricardo Quaresma
Ricardo Andrade Quaresma Bernardo (sinh ngày 26 tháng 9 năm 1983) là một cựu cầu thủ bóng đá chuyên nghiệp người Bồ Đào Nha từng thi đấu ở vị trí tiền vệ cánh.
Anh trưởng thành từ lò đào tạo Sporting CP và sớm khẳng định được tên tuổi của mình và đã tỏa sáng giúp đội U17 Bồ Đào Nha vô địch giải U17 châu Âu năm 2000. Anh tiếp tục chơi cho các đội Barcelona, Inter Milan, Chelsea, Beşiktaş và Al-Ahli, tuy nhiên anh đã dành những năm tháng đẹp nhất trong sự nghiệp của mình tại Porto. Anh nổi tiếng với việc kết hợp một tiết mục của ảo thuật vào phong cách của mình, bao gồm cả rabona và trivela.
Là một tuyển thủ Bồ Đào Nha trong 15 năm, Quaresma có 80 trận ra sân và đã thi đấu tại ba kỳ UEFA Euro, bao gồm chức vô địch ở UEFA Euro 2016, và tham dự FIFA World Cup 2018.

## Sự nghiệp câu lạc bộ

### Spo
Ricardo Quaresma được đưa lên đội hình 1 vào năm 2001, anh trở thành trụ cột và cùng đội bóng giành cú đúp danh hiệu quốc nội mùa giải 2001-2002. Quaresma lúc đó là một trong những cầu thủ trẻ tài năng nhất thế giới và Barcelona đã mang anh về sân Camp Nou với mức phí chuyển nhượng khoảng 6 triệu euro.

### FC Barcelona
Năm 2003, Quaresma chuyển sang Barcelona thế nhưng những chấn thương cùng với việc hục hặc với huấn luyện viên Frank Rijkaard khiến anh bị đẩy đi sau một mùa giải và phải trở về Bồ Đào Nha đầu quân cho FC Porto.

### FC Porto
Thất bại tại Tây Ban Nha nhưng khi thi đấu cho Porto, Quaresma lại tìm được cảm hứng chơi bóng. Và ngay trong trận tranh siêu cúp châu Âu với Valencia năm 2004, Quaresma đã tỏa sáng với cú sút xa sấm sét nhưng Porto vẫn thất bại với tỉ số 1-2. Cũng trong năm 2004, Quaresma đã có danh hiệu đầu tiên cùng đội bóng khi ghi bàn thắng duy nhất vào lưới Benfica trong trận tranh siêu cúp Bồ Đào Nha.
Chính Quaresma là nguồn cảm hứng để mang về những thành công rực rỡ cho Porto giai đoạn đó. Với một lối chơi ma thuật cùng những đóng góp to lớn, anh đã được người hâm mộ tôn vinh với những bảng hiệu trên khán đài. Quãng thời gian tại Porto đã đưa Quaresma trở lại thành một trong những ngôi sao sáng giá.

### Inter Milan
Năm 2008, trước sự xuất sắc của Ricardo Quaresma, huấn luyện viên José Mourinho đã phải tốn rất nhiều công sức để mang anh về Inter và cuộc chuyển nhượng của anh đến đội bóng nước Ý làm tốn không ít giấy mực của báo chí... thế nhưng chỉ được những trận đầu tiên rồi sau đó những chấn thương cùng phong độ đi xuống, Ricardo Quaresma không còn là chính anh, không còn một đôi chân ma thuật khiến cả châu Âu phải điên đảo ngày nào mà thay vào đó là sự tẻ nhạt và người ta nói Mourinho là người đã phá hủy anh, phá hủy đi một ngôi sao.
Anh bị đem cho mượn tại Chelsea với hy vọng tìm lại phong độ nhưng không thành công, Quaresma sau đó phải khăn gói ra đi và anh đã nói lựa chọn Inter Milan là sai lầm lớn nhất trong sự nghiệp của anh. Lối chơi khô cứng của Inter đã quá gò bó Quaresma, sau khi rời Inter vào năm 2010 anh đã chuyển sang Thổ Nhĩ Kỳ chơi bóng.

### Beşiktaş J.K.
Quaresma đầu quân cho Beşiktaş, anh thi đấu khá thành công ở mùa giải đầu tiên giúp đội bóng giành cúp quốc gia Thổ Nhĩ Kỳ. Sang mùa giải tiếp theo anh vẫn chơi khá tốt nhưng những mâu thuẫn với huấn luyện viên Carlos Carvalhal khiến anh bị thanh lý hợp đồng trước thời hạn vào năm 2012.

### Al Ahli
Sau khi rời Besiktas, đầu năm 2013 Quaresma sang Dubai chơi cho Al Ahli và cũng chỉ thi đấu có 10 trận và ghi được 2 bàn thắng trước khi bị câu lạc bộ kết thúc hợp đồng sớm vì lý do tương tự như ở Thổ Nhĩ Kỳ. Từ đó, anh thất nghiệp trong suốt nửa cuối năm 2013.

### Trở lại Porto
Tháng 1 năm 2014, Ricardo Quaresma chính thức trở lại Porto sau nhiều năm xa cách, Quaresma bây giờ không còn là một Quaresma hào hoa, lãng tử nữa mà thay vào đó lại một Quaresma bụi bặm, phong trần với những hình xăm trên người nhưng anh vẫn được các cổ động viên chào đón nhiệt thành và có lẽ trong lòng người hâm mộ nơi đây, họ vẫn còn rất yêu quý anh. Quaresma được trao lại chiếc áo số 7 quen thuộc, anh bất ngờ lấy lại cảm hứng chơi bóng với lối đá vẫn thế, vẫn đầy ma thuật khiến cho người hâm mộ siêu lòng.

### Trở lại Beşiktaş
Mùa hè năm 2015, Quaresma trở lại Beşiktaş với bản hợp đồng kéo dài 2 năm. Anh cùng đội bóng giành chức vô địch Thổ Nhĩ Kỳ lần đầu tiên sau 8 năm. Đầu năm 2017, anh gia hạn hợp đồng với câu lạc bộ đến hết mùa giải 2019-2020.

## Đội tuyển quốc gia Bồ Đào Nha
Trong màu áo đội tuyển, Quaresma từng dự 2 kỳ Euro vào các năm 2008 và 2012 nhưng không có nhiều điều nổi bật. Đáng chú ý nhất có lẽ là bàn thắng bằng cú vẩy má ngoài tuyệt đẹp vào lưới tuyển Bỉ ở vòng loại Euro năm 2007, bàn thắng ấy được lọt vào Top 10 đường cong kì dị nhất làng bóng đá thế giới.
Năm 2016, anh cùng đội tuyển Bồ Đào Nha dự vòng chung kết Euro trên đất Pháp. Ở vòng 16 đội, chính anh là người ghi bàn thắng duy nhất ở phút thứ 117 của hiệp phụ thứ 2, giúp đội tuyển Bồ Đào Nha đánh bại đội tuyển Croatia để ghi tên mình vào tứ kết. Tại trận chung kết, Bồ Đào Nha gặp đội chủ nhà Pháp, ở phút thứ 25 của hiệp 1, anh vào sân thay cho Cristiano Ronaldo bị chấn thương. Anh cùng với Nani đá cặp trên hàng công của đội tuyển Bồ Đào Nha và sau đó đã vượt qua đội chủ nhà Pháp với tỉ số 1-0 bằng bàn thắng của Éder ở hiệp phụ thứ 2 để lần đầu tiên lên ngôi vô địch.
Tại World Cup 2018, anh chỉ có được một bàn thắng trong trận hòa 1-1 trước Iran. Tuy nhiên, đội tuyển Bồ Đào Nha đã phải dừng bước ở vòng 16 đội sau thất bại 1-2 trước Uruguay.

## Kỹ năng
Ricardo Quaresma thuộc vào top những ngôi sao có nhiều kỹ năng nhất của bóng đá thế giới hiện nay, với rất nhiều tuyệt kỹ lạ mắt khiến người hâm mộ không thể ngồi yên một chỗ mỗi khi anh đi bóng, nhưng hai tuyệt kỹ lợi hại nhất của anh chính là Trivela và Rabona.
Trivela là một tuyệt kỹ khó, dùng má ngoài chân để chơi bóng, có thể nói chính Quaresma là người mang kỹ thuật Trivela lên một tầm cao mới với những tình huống đi bóng rồi chuyền bóng và cả ghi bàn, không ít lần Quaresma ghi bàn và kiến tạo bằng kỹ thuật này và nhiều trong số đó là những bàn thắng tuyệt đẹp mà khó có cầu thủ nào trên thế giới có thể đạt đến đỉnh cao như vậy, nhắc đến Trivela người ta sẽ nhắc đến Quaresma.
Rabona hay hiểu là vắt bóng chéo chân, đây là một tuyệt kỹ khó, khi người thực hiện nó phải có cái trụ chân vững nếu không cẩn thận có thể gây ra chấn thương, kỹ năng này khá phổ biến trên thế giới từ thời của những Ronaldinho, Ronaldo de Lima,... cho đến bây giờ có rất nhiều ngôi sao hàng đầu thế giới sử dụng nó mỗi khi có cảm hứng như Cristiano Ronaldo, Eden Hazard, Ángel Di María,... nhưng những cầu thủ này xét về nhiều khía cạnh họ vẫn còn kém xa Quaresma, họ thường cảm hứng mới thực hiện nó đôi lần còn đối với Quaresma gần như đó là một kỹ năng của riêng anh, anh sử dụng nó thường xuyên trong mỗi trận đấu và có thể nói đã đạt tới đỉnh cao.

### Bàn thắng quốc tế
| #   | Ngày                 | Địa điểm                                       | Đối thủ      | Bàn thắng | Kết quả | Giải đấu            |
| --- | -------------------- | ---------------------------------------------- | ------------ | --------- | ------- | ------------------- |
| 1.  | 24 tháng 3 năm 2007  | Sân vận động José Alvalade, Lisbon, Bồ Đào Nha | Bỉ           | 3–0       | 4–0     | Vòng loại Euro 2008 |
| 2.  | 6 tháng 2 năm 2008   | Letzigrund, Zurich, Thụy Sĩ                    | Ý            | 1–2       | 1–3     | Giao hữu            |
| 3.  | 11 tháng 6 năm 2008  | Sân vận động Genève, Genève, Thụy Sĩ           | Cộng hòa Séc | 3–1       | 3–1     | Euro 2008           |
| 4.  | 11 tháng 10 năm 2014 | Stade de France, Paris, Pháp                   | Pháp         | 2–1       | 2–1     | Giao hữu            |
| 5.  | 29 tháng 5 năm 2016  | Sân vận động Dragão, Porto, Bồ Đào Nha         | Na Uy        | 1–0       | 3–0     | Giao hữu            |
| 6.  | 8 tháng 6 năm 2016   | Sân vận động Ánh sáng, Lisbon, Bồ Đào Nha      | Estonia      | 2–0       | 7–0     | Giao hữu            |
| 7.  | 8 tháng 6 năm 2016   | Sân vận động Ánh sáng, Lisbon, Bồ Đào Nha      | Estonia      | 6–0       | 7–0     | Giao hữu            |
| 8.  | 25 tháng 6 năm 2016  | Sân vận động Bollaert-Delelis, Lens, Pháp      | Croatia      | 1–0       | 1–0     | Euro 2016           |
| 9.  | 18 tháng 6 năm 2017  | Kazan Arena, Kazan, Nga                        | México       | 1–0       | 2–2     | Confed Cup 2017     |
| 10. | 25 tháng 6 năm 2018  | Mordovia Arena, Saransk, Nga                   | Iran         | 1–1       | 1–1     | World Cup 2018      |

## Thống kê sự nghiệp câu lạc bộ
Tính đến ngày 11 tháng 5 năm 2018
| Câu lạc bộ          | Mùa giải            | Giải đấu | Giải đấu | Cúp quốc gia | Cúp quốc gia | Cúp liên đoàn | Cúp liên đoàn | Siêu cúp | Siêu cúp | Châu lục | Châu lục | Tổng cộng | Tổng cộng |
| Câu lạc bộ          | Mùa giải            | Trận     | Bàn      | Trận         | Bàn          | Trận          | Bàn           | Trận     | Bàn      | Trận     | Bàn      | Trận      | Bàn       |
| ------------------- | ------------------- | -------- | -------- | ------------ | ------------ | ------------- | ------------- | -------- | -------- | -------- | -------- | --------- | --------- |
| Sporting CP         | 2001–02             | 28       | 3        | 6            | 2            | –             | –             | –        | –        | 2        | 0        | 36        | 5         |
| Sporting CP         | 2002–03             | 31       | 5        | 2            | 0            | –             | –             | 1        | 0        | 4        | 0        | 38        | 5         |
| Sporting CP         | Tổng cộng           | 59       | 8        | 8            | 2            | –             | –             | 1        | 0        | 6        | 0        | 74        | 10        |
| Barcelona           | 2003–04             | 22       | 1        | 2            | 0            | –             | –             | –        | –        | 4        | 0        | 28        | 1         |
| Barcelona           | Tổng cộng           | 22       | 1        | 2            | 0            | –             | –             | –        | –        | 4        | 0        | 28        | 1         |
| Porto               | 2004–05             | 32       | 5        | 1            | 0            | –             | –             | 1        | 1        | 8        | 0        | 42        | 6         |
| Porto               | 2005–06             | 29       | 5        | 4            | 0            | –             | –             | –        | –        | 6        | 0        | 39        | 5         |
| Porto               | 2006–07             | 26       | 6        | 1            | 0            | –             | –             | 1        | 0        | 8        | 2        | 36        | 8         |
| Porto               | 2007–08             | 27       | 8        | 3            | 1            | –             | –             | 1        | 0        | 8        | 2        | 39        | 11        |
| Porto               | Tổng cộng           | 114      | 24       | 9            | 1            | –             | –             | 3        | 1        | 30       | 4        | 156       | 30        |
| Internazionale      | 2008–09             | 13       | 1        | 0            | 0            | –             | –             | –        | –        | 6        | 0        | 19        | 1         |
| Internazionale      | 2009–10             | 11       | 0        | 0            | 0            | –             | –             | –        | –        | 2        | 0        | 13        | 0         |
| Internazionale      | Tổng cộng           | 24       | 1        | 0            | 0            | –             | –             | –        | –        | 8        | 0        | 32        | 1         |
| Chelsea (mượn)      | 2008–09             | 4        | 0        | 1            | 0            | –             | –             | –        | –        | –        | –        | 5         | 0         |
| Chelsea (mượn)      | Tổng cộng           | 4        | 0        | 1            | 0            | –             | –             | –        | –        | –        | –        | 5         | 0         |
| Beşiktaş            | 2010–11             | 21       | 3        | 8            | 3            | –             | –             | –        | –        | 10       | 5        | 39        | 11        |
| Beşiktaş            | 2011–12             | 25       | 5        | 1            | 0            | –             | –             | –        | –        | 8        | 2        | 34        | 7         |
| Beşiktaş            | Tổng cộng           | 46       | 8        | 9            | 3            | –             | –             | –        | –        | 18       | 7        | 73        | 18        |
| Al Ahli             | 2012–13             | 10       | 2        | 1            | 1            | –             | –             | –        | –        | –        | –        | 11        | 3         |
| Al Ahli             | Tổng cộng           | 10       | 2        | 1            | 1            | –             | –             | –        | –        | –        | –        | 11        | 3         |
| Porto               | 2013–14             | 12       | 4        | 3            | 1            | 3             | 1             | –        | –        | 6        | 4        | 24        | 10        |
| Porto               | 2014–15             | 30       | 6        | 0            | 0            | 3             | 1             | –        | –        | 10       | 3        | 38        | 10        |
| Porto               | Tổng cộng           | 42       | 10       | 3            | 1            | 6             | 2             | –        | –        | 16       | 7        | 62        | 20        |
| Beşiktaş            | 2015–16             | 26       | 4        | 5            | 0            | –             | –             | –        | –        | 6        | 1        | 37        | 5         |
| Beşiktaş            | 2016–17             | 29       | 2        | 3            | 1            | –             | –             | 1        | 0        | 11       | 3        | 44        | 6         |
| Beşiktaş            | 2017–18             | 26       | 4        | 3            | 1            | –             | –             | 1        | 0        | 7        | 0        | 37        | 5         |
| Beşiktaş            | Tổng cộng           | 81       | 10       | 11           | 2            | –             | –             | 2        | 0        | 24       | 4        | 118       | 16        |
| Tổng cộng sự nghiệp | Tổng cộng sự nghiệp | 402      | 64       | 44           | 10           | 6             | 2             | 6        | 1        | 106      | 22       | 564       | 99        |

### Quốc tế
Tính đến ngày 30 tháng 6 năm 2018
| Bồ Đào Nha | Bồ Đào Nha | Bồ Đào Nha |
| Năm        | Trận       | Bàn        |
| ---------- | ---------- | ---------- |
| 2003       | 1          | 0          |
| 2004       | 1          | 0          |
| 2005       | 2          | 0          |
| 2006       | 2          | 0          |
| 2007       | 12         | 1          |
| 2008       | 7          | 2          |
| 2009       | –          | –          |
| 2010       | 2          | 0          |
| 2011       | 5          | 0          |
| 2012       | 3          | 0          |
| 2013       | –          | –          |
| 2014       | 4          | 1          |
| 2015       | 6          | 0          |
| 2016       | 17         | 4          |
| 2017       | 10         | 1          |
| 2018       | 8          | 1          |
| Tổng cộng  | 80         | 10         |

## Biệt danh
Ricardo Quaresma được người hâm mộ đặt cho biệt danh là thánh trivela vì những cú sút trivela siêu phẩm của anh.